# Asino
Asino (rusky А́сино) je město v Tomské oblasti v Ruské federaci. Při sčítání lidu v roce 2010 mělo přes pětadvacet tisíc obyvatel.

## Poloha a doprava
Asino leží v jihovýchodní části Západosibiřské roviny na levém, západním břehu Čulymu, přítoku Obu. Od Tomsku, správního střediska oblasti, je vzdáleno přibližně devadesát kilometrů severovýchodně.
Na Čulymu je v Asinu říční přístav. Přes Asino vede železniční trať z Tomsku do sídla městského typu Belyj Jar ležícího na řece Keť přibližně 180 kilometrů severně.

## Dějiny
Asino vzniklo v roce 1896 pod jménem Xeňjevka (Ксеньевка) později změněným na Xenijevskij. Jméno bylo vybráno k poctě Xenie Alexandrovny, sestry vládnoucího cara Mikuláše II. K přejmenování na Asino došlo v roce 1933 a nové jméno bylo odvozeno od jména Asja, což je ruská domácká podoba jména Xenie.
Dne 12. prosince 1945 získalo Asino status sídla městského typu a dne 31. března 1952 se stalo městem.